# Jonathan Gradit
Pour les articles homonymes, voir Gradit.
Jonathan Gradit, né le 24 novembre 1992 à Talence, est un footballeur français. Il évolue au poste de défenseur central au RC Lens.

## Biographie

### Parcours jeune
Jonathan Gradit commence le football au Club Pyrénées Aquitaine (quartier le Tauzin à Bordeaux) où son père est entraîneur et ensuite rejoint le centre de formation des Girondins de Bordeaux, son « club de cœur », à l'âge de 10 ans en tant que défenseur central. À partir de 2009, à l'âge de 17 ans il débute en CFA avec 16 matchs sur la saison. Il reste 3 saisons à Bordeaux et participe à une quarantaine de matchs entre le CFA et le CFA 2. En 2012, il contracte un staphylocoque doré. Ayant des difficultés à récupérer son niveau, il n'est pas conservé par le club bordelais.

### Aviron bayonnais
En 2012, Gradit rebondit à l'Aviron bayonnais où il joue en CFA Groupe C. Malgré la descente de son club en CFA 2, Gradit fait une saison honorable et des clubs plus huppés commencent à s'intéresser à lui.

### Tours FC
Gradit ne reste qu'une saison à Bayonne. En effet il est transféré lors de l'été 2013 au Tours FC. Il passe ses premiers mois avec la réserve en CFA 2 où il devient capitaine. Début mars il est appelé en équipe première pour jouer un match important pour le club, le derby contre Angers (2-0), par l'entraîneur Olivier Pantaloni qui l'installe au poste de latéral droit quand Gradit n'évoluait précédemment qu'en défense centrale. Durant ce match, Gradit réussit sa prestation et il ne quitte plus la place de titulaire au sein de la défense tourangelle.
Pour la saison 2014-2015, Jonathan Gradit est un titulaire à part entière sur le côté droit, mais lors du mercato d'hiver Alassane Touré est recruté par le club tourangeau pour augmenter la concurrence au poste de latéral droit. Il inscrit son premier but en professionnel le 3 novembre 2017 en Ligue 2 face au FC Bourg-en-Bresse. Les tourangeaux s'imposeront 3-2.

### SM Caen
Durant l'été 2018, Jonathan Gradit est sollicité par le Stade Malherbe de Caen. Le Tours FC refuse initialement de laisser partir son joueur et celui-ci paie une indemnité à son club pour se libérer de son contrat et rejoindre Caen pour deux saisons. et découvre ainsi la Ligue 1. Initialement prévu pour être la doublure de Frédéric Guilbert, il profite de la méforme de Paul Baysse pour s'imposer en tant que titulaire au poste de défenseur central. Lors de la saison 2018-2019, il est l'un des quatre délégués syndicaux de l'UNFP au sein du SM Caen.

### RC Lens
Au vu de ses bonnes performances durant la saison, il est repéré et suivi par le RC Lens à partir d'août 2019, le club normand, rétrogradé en Ligue 2 au printemps, finissant par le céder contre 400 000€. Gradit dispose d'un contrat pour deux saisons + une en option. Il participe à la remontée de Lens en Ligue 1 à l'issue de la saison. Titulaire dans l'équipe dirigée par Franck Haise, il devient un « leader dans le groupe » selon les mots du directeur général du club lensois Arnaud Pouille. En juin 2021, le RC Lens annonce l'extension du contrat de Gradit jusqu'en 2024. Sa saison 2022-2023 est perturbée par une fracture à une clavicule survenue lors de la septième journée et la réception de Troyes (victoire lensoise 1-0). Le 22 janvier 2023, il fête sa 100e apparition sous le maillot lensois lors d'un match de Coupe de France face au Stade brestois 29. Lens s'imposera 3-1 et se qualifiera pour les 8e de finales. Trois jours après avoir prolongé son contrat avec le RC Lens jusqu'en 2026, Gradit marque son premier but dans l'élite le 5 février 2023 face au Stade brestois 29, match soldé par un match nul 1-1. Le trio défensif que Gradit forme avec Kevin Danso et Facundo Medina, jugé complémentaire, contribue lors de la saison 2022-2023 à ce que le RC Lens soit la formation qui encaisse le moins de buts en championnat.
Il est en début de saison 2023-2024 un des chefs de file du groupe lensois et forme un « conseil des sages » avec le capitaine Brice Samba et ses coéquipiers Florian Sotoca et Kevin Danso. En septembre, Jonathan Gradit découvre la Coupe d'Europe et en particulier la Ligue des champions à l'occasion du déplacement du RC Lens sur le terrain du Séville FC (1-1). Il est le meilleur lensois sur le terrain, remportant notamment 12 duels sur 14 disputés. Il inscrit son deuxième but avec le RC Lens le 12 novembre 2023 permettant aux siens de s'imposer face à l'Olympique de Marseille en Ligue 1.
En 2024-2025, Jonathan Gradit évolue sous la direction d'un nouvel entraîneur, Will Still. Régulièrement aligné lors des premières rencontres de la saison, Gradit perd progressivement son statut de titulaire au sein d'une défense à trois marquée par l'émergence d'Abdukodir Khusanov et le départ non concrétisé en août de Kevin Danso. Still décide de faire évoluer son système défensif à la fin du mois de novembre, passant d'une ligne de trois à quatre défenseurs. Gradit ne joue plus pendant plusieurs matchs à partir de ce changement. De retour sur le terrain en janvier face au Havre, il est ensuite capitaine lors de la victoire lensoise 0-2 sur le terrain de Montpellier le 31 janvier.

## Caractéristiques
Jonathan Gradit, jouant au poste de défenseur préférentiellement dans une ligne de trois joueurs, est surnommé la « perceuse » pour sa capacité à franchir la première ligne défensive adverse balle au pied,.

## Palmarès
Avec le RC Lens, Jonathan Gradit est vice-champion de France en 2023.

## Statistiques
| Saison                | Club                  | Championnat           | Championnat | Championnat | Championnat | Coupe nationale | Coupe nationale | Coupe nationale | Coupe de la Ligue | Coupe de la Ligue | Coupe de la Ligue | Compétition(s) continentale(s) | Compétition(s) continentale(s) | Compétition(s) continentale(s) | Compétition(s) continentale(s) | Total | Total | Total |
| Saison                | Club                  | Division              | M.          | B.          | P.d.        | M.              | B.              | P.d.            | M.                | B.                | P.d.              | Comp.                          | M.                             | B.                             | P.d.                           | M.    | B.    | P.d.  |
| 2012-2013             | Aviron bayonnais FC   | CFA                   | 29          | 2           | 0           | 3               | 1               | 0               | -                 | -                 | -                 | -                              | -                              | -                              | -                              | 32    | 3     | 0     |
| 2013-2014             | Tours FC              | Ligue 2               | 12          | 0           | 0           | -               | -               | -               | -                 | -                 | -                 | -                              | -                              | -                              | -                              | 12    | 0     | 0     |
| 2014-2015             | Tours FC              | Ligue 2               | 31          | 0           | 0           | 3               | 0               | 0               | 1                 | 0                 | 0                 | -                              | -                              | -                              | -                              | 35    | 0     | 0     |
| 2015-2016             | Tours FC              | Ligue 2               | 34          | 0           | 0           | 2               | 0               | 0               | 4                 | 0                 | 0                 | -                              | -                              | -                              | -                              | 40    | 0     | 0     |
| 2016-2017             | Tours FC              | Ligue 2               | 31          | 0           | 3           | 1               | 0               | 0               | 1                 | 0                 | 0                 | -                              | -                              | -                              | -                              | 33    | 0     | 3     |
| 2017-2018             | Tours FC              | Ligue 2               | 24          | 1           | 0           | -               | -               | -               | 2                 | 0                 | 0                 | -                              | -                              | -                              | -                              | 26    | 1     | 0     |
| Sous-total            | Sous-total            | Sous-total            | 132         | 1           | 3           | 6               | 0               | 0               | 8                 | 0                 | 0                 | -                              | -                              | -                              | -                              | 146   | 1     | 3     |
| 2018-2019             | SM Caen               | Ligue 1               | 23          | 0           | 0           | 3               | 0               | 0               | 1                 | 0                 | 0                 | -                              | -                              | -                              | -                              | 27    | 0     | 0     |
| 2019-2020             | SM Caen               | Ligue 2               | 2           | 0           | 0           | -               | -               | -               | -                 | -                 | -                 | -                              | -                              | -                              | -                              | 2     | 0     | 0     |
| Sous-total            | Sous-total            | Sous-total            | 25          | 0           | 0           | 3               | 0               | 0               | 1                 | 0                 | 0                 | -                              | -                              | -                              | -                              | 29    | 0     | 0     |
| 2019-2020             | RC Lens               | Ligue 2               | 11          | 0           | 1           | 1               | 0               | 0               | 1                 | 0                 | 0                 | -                              | -                              | -                              | -                              | 13    | 0     | 1     |
| 2020-2021             | RC Lens               | Ligue 1               | 33          | 0           | 1           | 1               | 0               | 0               | -                 | -                 | -                 | -                              | -                              | -                              | -                              | 34    | 0     | 1     |
| 2021-2022             | RC Lens               | Ligue 1               | 35          | 0           | 0           | 2               | 0               | 0               | -                 | -                 | -                 | -                              | -                              | -                              | -                              | 37    | 0     | 0     |
| 2022-2023             | RC Lens               | Ligue 1               | 33          | 1           | 3           | 4               | 0               | 0               | -                 | -                 | -                 | -                              | -                              | -                              | -                              | 37    | 1     | 3     |
| 2023-2024             | RC Lens               | Ligue 1               | 26          | 1           | 0           | -               | -               | -               | -                 | -                 | -                 | C1+C3                          | 6+2                            | 0                              | 0                              | 34    | 1     | 0     |
| 2024-2025             | RC Lens               | Ligue 1               | 25          | 0           | 0           | -               | -               | -               | -                 | -                 | -                 | C4                             | 2                              | 0                              | 0                              | 27    | 0     | 0     |
| Sous-total            | Sous-total            | Sous-total            | 163         | 2           | 5           | 8               | 0               | 0               | 1                 | 0                 | 0                 | -                              | 10                             | 0                              | 0                              | 182   | 2     | 5     |
| Total sur la carrière | Total sur la carrière | Total sur la carrière | 349         | 5           | 8           | 20              | 1               | 0               | 10                | 0                 | 0                 | -                              | 10                             | 0                              | 0                              | 389   | 6     | 8     |